# Apocalypse d'Anastasie
Pour les articles homonymes, voir Anastasie.
L'Apocalypse d'Anastasie (ou Anastasia), est un récit composé au XIe siècle, qui présente une continuité avec la culture antique de l’au-delà dans la culture byzantine, tout en démontrant les prémices d’une identité grecque moderne. Elle présente le voyage d’une nonne vertueuse, Anastasie, qui meurt et revient à la vie au bout de trois jours. Elle raconte l’ouverture du paradis sur terre et l’instauration du royaume divin. Anastasie est chargée par Dieu de raconter ce qu’elle a vu aux hommes afin qu’ils se repentent de leurs péchés.

## Résumé de l’apocalypse
L’apocalypse débute par un prologue hagiographique de la visionnaire. L’auteur date le voyage de la nonne en mentionnant qu'il a lieu au VIe siècle sous le règne de l’empereur Théodose[Lequel ?], un exemple de piété. Quelques lignes plus bas, la visionnaire est présentée. Il s’agit d’une moniale du nom d’Anastasie qui vit dans un monastère avec trente autres compagnes. Anastasie est décrite comme un exemple de piété, elle suit à la lettre les Saintes Écritures et sa dévotion ainsi que ses prières lui ont permis de réaliser de nombreux miracles, comme rendre la vue à un aveugle et faire marcher un infirme. Après ce bref portrait, le récit se poursuit avec l’élément déclencheur du texte : la nonne tombe malade et meurt. Elle se réveille en 6015 selon le calendrier grec, le 25 mars, jour de l'Annonciation. On apprend qu’elle a été arrachée au monde des vivants par Dieu lui-même. Au bout de trois jours, elle revient d’entre les morts et raconte son parcours dans l’au-delà. L’abbé du monastère la presse de détails concernant son voyage dans l’autre monde. La moniale explique que l’archange Michel lui servait de guide et qu’elle a été appelée par Dieu pour le Salut des hommes. Elle a pour mission de leur révéler ce qu’elle a vu pour leur Salut et montrer que Dieu aime sa création.
Pour commencer, la moniale est amenée au trône céleste par son guide, l'archange Michel. Pour résumer, elle voit le trône céleste très lumineux mais ne voit pas Dieu. Puis, à sa demande, son guide lui décrit les gens entourant le trône. Le trône est entouré par de nombreux régiments d’archanges, de chérubins et de séraphins. Puis elle voit les prophètes, les apôtres et les martyrs qui prient pour le Salut des pécheurs. Elle voit entre autres Élie, annonciateur de la venue du Christ sur Terre. Elle aperçoit également quatre femmes. L’archange lui dit qu’il s’agit de la sainte Théotokos et des trois journées saintes : dimanche, mercredi et vendredi. Elle assiste ensuite à l’ouverture des sept portes du paradis. La nonne et son guide traversent les sept portes où il y a une succession de lacs dans lesquels les pécheurs sont punis. Par exemple, près de la troisième porte, Anastasie voit les mauvais parrains et les incestueux punis par une rivière de feu. Cette étape du voyage correspond à la première vision sur l'avenir des pécheurs.
Une fois rendue à la septième porte, Anastasie voit d’un côté les punitions et de l’autre le paradis. Il y a une vallée entourée de montagnes creuses et un bassin ardent avec du soufre, de la poix et des vers, gardé par des anges. Ici se retrouvent les infidèles, les hérétiques et ceux qui ont rejeté le baptême. Ils verront la lumière du jour seulement quand Dieu jugera les âmes lors du jugement dernier. Anastasie et son guide arrivent finalement devant le trône du paradis suprême. Elle y revoit les mêmes journées saintes présentées plus haut. "Dimanche saint" prie Dieu de punir les hommes pour ne pas respecter sa journée de repos car elle se sent ainsi déshonorée. Il en va de même pour "Vendredi saint" et "Mercredi saint" . Dieu se prépare à entrer en colère contre la race humaine mais la Théothokos réussit à intercéder en la faveur de l’homme en effectuant une prière. Dieu demande alors s’il y a d’autres personnes pour tenter de racheter le Salut de l’humanité. C’est alors que les anges, les apôtres, les saints et les martyrs implorent Dieu de ne pas détruire sa création.
La religieuse continue son périple et est amenée par son guide voir les pécheurs. Ces derniers se trouvent sur les rives d’une rivière ardente. L’archange Michel lui dit qu’il s’agit des voleurs, de ceux qui ont altéré le sceau d’autrui, des sodomites, etc. Ils sont recouverts de feu lorsque la rivière monte. Elle y voit d’autres formes de péché qui sont punies, comme l’idolâtrie. Elle voit ensuite une fosse à sept bouches, qui contient les condamnés n'ayant pas cru aux paroles de Dieu et les païens. Elle voit aussi une rivière ardente et bouillonnante avec un pont ou les pécheurs arrivant des côtés finissent par tomber. La corruption est punie ici. Ensuite, son gardien continue de lui montrer une multitude de punitions pour une multitude de péchés. Il s’agit de la première zone de punition où se retrouvent les laïcs et le bas-clergé. Il s’agit du degré de péché le moins élevé. Après avoir traversé les sept portes, la nonne arrive au paradis, elle y voit un des hommes morts avec Jésus, et elle voit Adam  et Ève à l’extérieur du paradis. Elle voit une table bien garnie pour les miséricordieux. Puis, elle aperçoit une chambre avec plusieurs lampes de différentes intensités représentant la miséricorde des âmes.
Lors de la cinquième étape du voyage, la moniale et son guide arrivent à l’endroit où sont consignées les bonnes et mauvaises actions des hommes. L’ange lui explique que chaque péché est écrit et chaque bonne action aussi. Cette comptabilisation permet de savoir si une âme est bonne ou mauvaise. De plus, il y a un ange qui efface des inscriptions dans un livre. Ce dernier s’occupe des morts, ce qui suggère que les péchés sont pardonnés au fil des punitions ou des intercessions .
La sixième étape du voyage d’Anastasie est marquée par le fait qu’elle voit encore des péchés et des punitions. Elle y voit des fonctionnaires ecclésiastiques et civils subissant des punitions. Il y a des évêques et des empereurs comme Nicéphore Phocas et Jean Tzimiskès, qui se plaint de s’être fait assassiner par son successeur. Nicéphore punit donc Jean. Elle voit d’ailleurs un fonctionnaire, Pierre de Corinthe, protospathaire. Puis, son guide l’amène auprès d'âmes afin qu’elle transmette leur message personnel dans le monde des vivants. Les âmes lui disent toutes qu’elles ont laissé de la famille et des proches et elles veulent que la moniale les avertisse pour qu'ils soient vigilants et ne subissent pas de lourds châtiments. Elles demandent aussi à la moniale de solliciter des aumônes pour leur Salut. En somme, dans cette section, Anastasie est dans la deuxième zone de punitions où les élites pécheresses sont punies et la pratique de l'intercession est encouragée.
Lors de sa dernière étape, elle est ramenée auprès de Dieu qui lui confie la mission de transmettre aux hommes ce qu’elle a vu afin qu’ils se repentent. Elle doit aussi présenter la miséricorde de Dieu envers sa création pécheresse et les prières de la Théotokos. Le récit se termine par d’autres bénédictions et louanges envers Dieu.

## Contexte historique

### Dynastie macédonienne

L'Empire byzantin en 1025

La dynastie macédonienne prend le pouvoir dans l'Empire byzantin par un coup d'État de Basile le Macédonien à l'encontre de l'empereur Michel III en 867. Cependant, la dynastie macédonienne va goûter à sa propre médecine, leur règne prendra en effet fin par un coup d'État de la part des Comnènes en 1057. Sous le règne de la dynastie macédonienne, grâce aux nombreuses conquêtes impériales, Byzance est à son apogée et est considérée comme la grande puissance du monde chrétien et occidental. Par exemple, les dirigeants macédoniens repoussent les princes lombards en Italie et vainquent les Bulgares des Balkans. Les deux empereurs mentionnés dans l'apocalypse d'Anastasie ne font pas exception à cette envie de conquête. Nicéphore Phocas conquiert la Crète et va jusqu'en Syrie. Quant à Jean Tzimiskès, il va jusqu'aux frontières du califat fatimide.
Afin de contrer les Bulgares, l'empereur Nicéphore, mentionné dans la vision, fraternise avec le peuple slave, ancêtre des Russes. Il s'ensuit un accord commercial et de conversion religieuse de la part du peuple slave. Ceci peut expliquer pourquoi il y a deux versions en slavon d'église de l'apocalypse d'Anastasie.
Nicéphore Phocas et Jean Tzimiskès sont les deux empereurs vus par la nonne Anastasie lors de son voyage dans l'au-delà. Nicéphore Phocas arrive au pouvoir en se mariant avec Théophano, veuve de l'empereur Romain II, qui venait de mourir alors qu'elle venait d'accoucher de leur troisième enfant. Elle avait besoin de quelqu'un pour protéger ses intérêts et ceux de ses enfants. Nicéphore, qui est alors général dans l'armée impériale et en campagne militaire, répond à l'appel de l'impératrice et de la population. Il épouse Théophano et assure la gouvernance de l'empire. Nicéphore est un grand conquérant mais les relations diplomatiques tant avec ses voisins qu'avec l'Occident sont désastreuses. Il est belliqueux et aggrave les conflits avec les Bulgares. De plus, il s'attire les foudres de la population en favorisant l'armée et l'aristocratie de l'Anatolie. De plus, l'empereur ne déborde pas de tendresse à l'égard de son épouse et cette dernière prend pour amant Jean Tzimiskès.
De son côté, Jean Tzimiskès est l'un des généraux proches de Nicéphore : il reçoit le gouvernement de l'Anatolie comme récompense pour son aide lors de la prise de pouvoir. Il participe de façon active, avec l'aide de Théophano, à l'assassinat de Nicéphore. Jean Tzimiskès assure la gouvernance de l'état byzantin, en laissant les titres honorifiques aux fils de Théophano. Quant à cette dernière, Jean Tzimiskès l'envoie dans un monastère à la demande du patriarche de Constantinople. Bien que les deux généraux aient bénéficié des jeux en coulisses de Théophano, Jean conquiert le pouvoir par la violence, alors que Nicéphore l'obtient à la suite de la demande de l'impératrice. Cependant, Jean se montre efficace et agrandit l'Empire byzantin. Son règne sera assez bref, il meurt en 976.

## Caractéristiques

### Datation

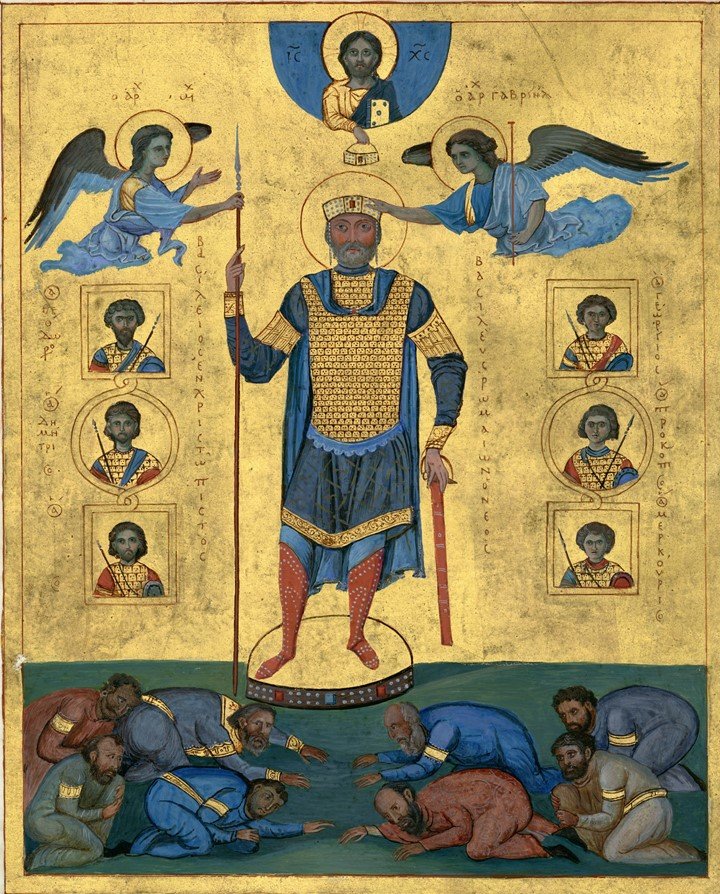
Basilios II

Selon les informations données dans la vision, elle aurait eu lieu en 506 ou 507. Or, la mention de Jean Tzimiskès place le récit à la fin du Xe siècle, puisque ce dernier meurt en 976. Patlagean souligne que le ton employé par le rédacteur suggère que l'événement et la rédaction sont proches. De plus, l'apocalypse mentionne un certain Pierre de Corinthe, protospathaire de l'empire. Il s'agit d'un titre qui n'existe plus à partir du XIIe siècle dans l'Empire byzantin. Donc, la vision peut avoir été écrite entre le Xe et le XIIe siècle. Pourtant, Jane Baun affirme que ce récit a probablement été écrit pendant le règne de Basil II et en Macédoine. Il s’agit d’une période où l'approche de la Fin du monde est un sentiment partagé. En outre, la période suggérée par Baun correspond également à la fin de l’empire macédonien et au début de la dynastie des Comnènes.

### Récit normatif
L'apocalypse d'Anastasie entre dans la catégorie des fictions normatives. Les auteurs de ce type de récit sont soucieux du sort de l'âme et de son jugement lors de la fin des temps. C'est pourquoi, par le biais de ces récits, ils donnent une ligne directrice quant à la morale à adopter. La fiction normative connait un épanouissement sous le règne de la dynastie macédonienne.

### Public
Dans l'introduction du document, l'auteur adresse son texte aux monastères, ce qui suggère que le public ciblé par cette vision de l'au-delà était les clercs. Le récit d'Anastasie est connu dans l'Empire byzantin et l'Italie du Sud, chez les Slaves du sud, en Bulgarie et en Serbie.

### Reflet de son époque
Il semble que le contexte de la suprématie politique de Byzance et l'ombre de l'iconoclasme ont influencé la rédaction de cette œuvre. En effet, le débat de l'iconoclasme est aussi transposé dans les lignes de cette vision. L'auteur ne lésine pas avec les figures saintes présentes dans son œuvre. En effet, Adam et Ève sont présents ainsi qu’Abraham, Jean le Baptiste, Élie avec son char et plusieurs autres. Il s'agit de donner au lecteur l’impression de voir une fresque remplie d'icônes.
D'autre part, la suprématie de l'état byzantin amène une mise en ordre de toutes les sphères de la société, du droit canon à la compilation d'encyclopédies. Les maux des pécheurs sont représentés en fonction de leur faute sur terre et reflètent les préoccupations de l'époque. Plus spécifiquement, les punitions trouvent des échos dans les codes de loi du siècle précédent, le jugement de l'âme a maintenant une structure définie décrite dans l'œuvre et tout ceci s’apparente aux principes de la cour impériale du Xe siècle. Ainsi, lorsque Marie supplie Dieu de ne pas détruire sa création, c'est à la façon d'un plaidoyer devant un juge, comme dans un tribunal byzantin. La cour impériale et l’administration sont aussi reproduites dans le système céleste. En effet, la moniale ne voit jamais directement Dieu, qui est entouré d’une masse de serviteurs. Il semble même que l’auteur attache plus d’importance à l’administration céleste qu’à Dieu lui-même. Par exemple, l’enregistrement des péchés et les fonctionnaires qui en sont chargés sont amplement décrits, comparativement à tout l’apparat de la cour divine. On voit d'ailleurs dans cet au-delà des membres de l’administration punis, comme Pierre de Corinthe, pour corruption. Il s’agit d’un concept qui prend de l’expansion à la suite de cette vision. Il est intéressant de constater que les punitions les plus terribles sont réservées aux membres des rangs supérieurs, les pauvres gens, ayant assez souffert dans leur vie, subissant des tourments moindres. Bref, il s’agit d’un reflet inverse de la société byzantine. Cette apocalypse est donc aussi une critique sociale de l’époque, la société byzantine ne trouvant pas de réponse à ses maux de la part des dirigeants, elle se tourne vers les visions de l’au-delà.

### Influence antique
Plusieurs caractéristiques présentes dans l'apocalypse d'Anastasie montrent une profonde influence de la perception que l' antiquité tardive avait de l'au-delà. Le voyage de la religieuse est principalement basé sur l'Apocalypse de Paul écrite entre les Ve et VIe siècles . Par exemple, les damnés se situent dans des abîmes et dans des situations peu enviables, alors que les élus sont dans une situation complètement opposée. Cette apocalypse mentionne un pont au-dessus d'un fleuve enflammé, il s'agit d'une thématique empruntée de la période historique précédente. D'autres thèmes traditionnels, tels que le feu et le tourment des pécheurs punis en fonction de la gravité de leur faute, sont aussi présents. Il semble qu'une autre œuvre ait influencé l'auteur de la vision :  La Lettre tombée du Ciel, datant de quelques siècles plus tôt. En effet, les péchés liés aux interdits des jours saints, aux entorses au mariage et commis par les membres du clergé crapuleux, présents dans la vision de la sœur, sont déjà mentionnés dans la Lettre tombée du Ciel.

### Éléments nouveaux
Il semble que le récit d'Anastasie marque une rupture avec la perception traditionnelle de l'au-delà. Par exemple, si avant le VIIe siècle les récits grecs et byzantins évoquent déjà la division entre les âmes pécheresses et les méritantes, les châtiments et les péchés ne sont pas décrits de façon aussi développée que dans la vision d'Anastasie. En outre, la narration est faite par une personne humaine, il s'agit d'une innovation. Une autre distinction : Anastasie a un guide qui n'est plus anonyme mais clairement défini et il s'agit de l'archange Michel, qui se verra d'ailleurs attribuer ce rôle dans des visons postérieures. Une autre innovation  est que le péché individuel influence l’univers au complet. En résumé, cette apocalypse montre comment la Sainte Église est souillée par la négligence individuelle généralisée.

#### Anastasie

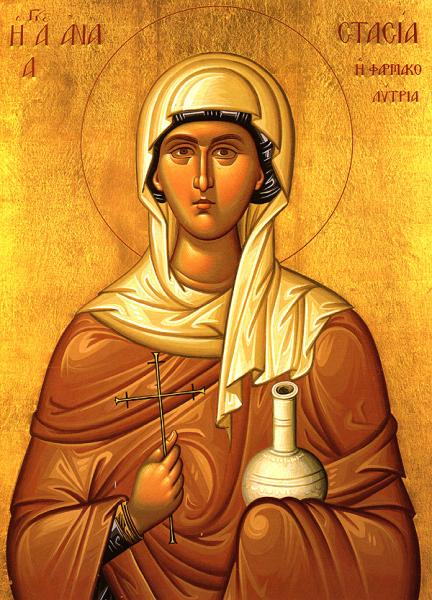
Sainte Anastasie

Dans la première partie de l’apocalypse, on trouve une courte hagiographie d’Anastasie. L’hagiographie, étude de la vie d’un personnage saint, est une composante importante de la vie byzantine. Le récit est écrit par des moines, mais il vise un public large. Le but de ce type d’œuvre est de valoriser la vie monastique et les valeurs qui en découlent. Cependant, malgré le prologue hagiographique, Anastasie est un personnage fictif créé par l'auteur pour le bien de son récit. Il y a tout de même quatre Sainte-Anastasie et trois martyres dans le monde byzantin pouvant peut-être avoir inspiré l'image de la moniale. La candidate la plus probable est Anastasia Pharmakolytria (Anastasie d'Illyrie), martyrisée avec ses compagnons et un prêtre entre 290 et 304, qui apparaît d'ailleurs dans la vision d’André le fou. Le culte d'Anastasie connait un regain de popularité au Xe siècle, le besoin de le répandre dans tout l'empire peut expliquer pourquoi une lecture populaire est faite de sa passion. En outre, au XIe siècle, son culte gagne les populations limitrophes de l'empire, comme les peuples slavophiles. L’auteur utilise un personnage féminin humble et inventé pour que les gens se concentrent sur le message entourant l’apocalypse plutôt que sur le culte du personnage. En outre, Dieu ayant tout essayé, avec les apôtres et les saints, pour sauver les hommes, il décide finalement de faire appeler à une femme modeste pour toucher leur cœur. Le prologue hagiographique sert à ajouter de la crédibilité au visionnaire et de surcroît a la vision. Une autre nouveauté est que ce personnage est capable d’éprouver des émotions et de la compassion pour les pécheurs, sentiments prêtés auparavant seulement à la Mère de Dieu, dont la compassion est liée à son rôle de mère.

## Différentes versions

### Versions grecques
Le manuscrit original est introuvable et les copies existantes lui sont postérieures de plusieurs siècles . Il existe quatre versions en grec et chacune représente des préoccupations de son temps. Les dates des manuscrits varient ente le XIVe et le XVIe siècle. Les quatre versions grecques sont éditées de manière à seulement être lues et non montrées : elles sont écrites sur du papier ou du parchemin recyclé, sans enluminure ni décoration, c’est-à-dire qu'elles sont avant tout utilitaires, avec peu de valeur artistique. En effet, le texte est recopié dans le but de servir d’avertissement solennel et c’est pour cela qu’il est fait de façon à passer de main en main. Trois versions sont composées de plusieurs folios et le format est relativement gros. Leur consultation doit être faite dans un scriptorium. La version restante a un format plus petit, de type poche pour être transporté avec soi, et deux types d’encre de couleur sont utilisés.

### Version slave
Les premières versions de cette apocalypse font partie d'un corpus de textes comprenant, entre autres, l'apocalypse de Paul et d'autres récits sur l'au-delà. Les premiers manuscrits, écrit en slavon d'église, sont basés sur des textes grecs, mais présentent tout de même des spécificités qui leur sont propres. Cependant, la première copie slave a été perdue. Il reste deux traductions, une du XVIe siècle et une écrite entre le XIIe et le XVIe siècle. Dans les versions slaves, le prologue semi-hagiographique est enlevé. Les auteurs slaves sautent directement à la vision de la sainte femme et à sa mission divine qui consiste à décrire les punitions faites aux élites. En fait, les versions slaves sont plus courtes que les grecques et cherchent à mettre l’accent sur le code moral. Elles ressemblent plus à une homélie et visent à instruire un large public. Elles mettent également l’accent sur le merveilleux empereur qu'aurait été Nicéphore Phocas, qui sert désormais de modèle comme dirigeant et croyant. L’apocalypse d’Anastasie correspond à la période où l’influence byzantine est de plus en plus présente en terre slave. Il y a quelque ajout dans les versions slavophones, le pèlerinage est ajouté à la liste des actions vertueuses, les tortures sont accentuées et le dialogue entre Anastasie et l’archange est plus direct.

### Version serbe
Il existait une version serbe qui avait été transcrite avec une des copies originales de l’apocalypse. Cependant, les originaux, grec et serbe, ont été perdus. Même les copies des copies restent introuvables. Il ne demeure que celle comprise dans un ouvrage de Speranski de 1931.